# Verband der Deutschen Hochschulen
Der Verband der Deutschen Hochschulen (VDH) war die nationale Interessenvertretung der Hochschullehrer an deutschen Universitäten und Technischen Hochschulen in der Weimarer Republik. Er wurde auf einer Versammlung der Vertreter von 23 Universitäten und 11 technischen Hochschulen vom 4. bis 7. Januar 1920 in Halle (Saale) gegründet, 1933 mit anderen Organisationen zum Reichsverband der Deutschen Hochschulen zusammengeschlossen und 1936 per Ministererlass aufgelöst. 
Nach Einschätzung des Historikers Franz Bauer agierte die Interessenvertretung während der Weimarer Republik als „national-konservative, in einer Position der äußeren Defensive und inneren Distanz zum parlamentarischen Parteienstaat verharrende Standesorganisation“. Nach der nationalsozialistischen Machtübernahme herrschten zunächst Verunsicherung und Desorientierung. „Zu einer offenen Stellungnahme gegen konkrete Unrechtsmaßnahmen des sich rücksichtslos etablierenden NS-Regimes wie etwa das vor allem die jüdischen Hochschullehrer betreffende sogenannte ,Gesetz zur Wiederherstellung des Berufsbeamtentums’ vom 7. April 1933 und das ,Gesetz gegen die Überfüllung deutscher Schulen und Hochschulen’, das den Anteil jüdischer Studenten auf 1,5 Prozent begrenzte, konnte sich der Verband nicht aufraffen. Man wird wohl zu dem Urteil kommen, dass sich die Berufs- und Standesorganisation der deutschen Hochschullehrer damit moralisch nicht besser, aber auch nicht kategorial schlechter verhalten hat als viele vergleichbare Institutionen. Gemessen am traditionellen Anspruch der deutschen Professorenschaft, die geistige Elite des Landes zu repräsentieren – ein Anspruch, der nie nur intellektuell, sondern auch immer ethisch-idealistisch begründet wurde –, war das enttäuschend wenig.“
Auf einem außerordentlichen Hochschultag am 1. Juni 1933 in Erfurt wurde die „Selbstgleichschaltung“ durch die Wahl eines neuen, nationalsozialistischen Vorstandes unter dem Professor für Bodenkunde an der Landwirtschaftlichen Hochschule Berlin, Friedrich Schucht, auch institutionell vollzogen. Im November 1933 wurde der VDH zusammen mit anderen hochschulpolitischen Vereinigungen und Verbänden zu einer Einheitsorganisation mit dem Namen „Reichsverband der Deutschen Hochschulen“ zusammengezogen. Per Ministererlass erfolgte am 7. Juli 1936 die formelle Auflösung. 
Bestrebungen, nach dem Krieg eine neue Interessenvertretung nach dem Vorbild des VDH zu schaffen, mündeten am 4. März 1950 in die Gründung des Deutschen Hochschulverbandes (DHV).

## Vorsitzende
- Rudolf Schenck (Chemiker, Münster, 1920–25)
- Otto Scheel (Theologe, Kiel, 1925–27)
- Wilhelm Schlink (Physiker, Darmstadt, 1927–29)
- Fritz Tillmann (Theologe, Bonn, 1929–33)
- Friedrich Schucht (Bodenkundler, Berlin, Juni–November 1933)
- Herwart Fischer (Mediziner, Würzburg, „Führer“ des „Reichsverbandes Deutscher Hochschulen“ 1933–34)